# Ceraclea acutipennis
Ceraclea acutipennis är en nattsländeart som beskrevs av Yang och Tian 1989. Ceraclea acutipennis ingår i släktet Ceraclea och familjen långhornssländor. Inga underarter finns listade i Catalogue of Life.